# You don't do it for me anymore
"You don't do it for me anymore" es una canción grabada por la cantante estadounidense Demi Lovato para su sexto álbum de estudio, Tell Me You Love Me (2017). Fue lanzado el 8 de septiembre de 2017 por Hollywood , Island y Safehouse Records como el segundo sencillo promocional del registro, después de "Tell Me You Love Me". Fue escrito por Lovato, Jonas Jeberg , Chloe Angelides , Ashlyn Wilson y James "Gladius" Wong y producido por Jeberg con Anton Kuhl como productor adicional, Mitch Allan como productor vocal y Scott Robinson como productor vocal adicional. "You don't do it for me anymore" puede interpretarse como una canción de ruptura, pero para Lovato la canción habla de su anterior adicción al alcohol y las drogas.

## Producción
"You don't do it for me anymore" fue escrita por Demi Lovato, Jonas Jeberg, Chloe Angelides, Ashlyn Wilson y James "Gladius" Wong. La pista fue producida por Jeberg. También realizó todos los instrumentos. Anton Kuhl contribuyó como productor adicional. Mitch Allan también fue productor vocal de la canción, junto con el productor vocal adicional Scott Robinson. La pista fue grabada por Jeberg en el Big Noize Studio, ubicado en Hollywood Hills. Lovato grabó las voces con la guía de José Balaguer y fue asistida por Nicole "Coco" Llorens en los estudios de grabación Westlake en Los Ángeles. La pista fue mezclada eventualmente por Eric Madrid, asistido por Alex Spencer. La pista fue finalmente nominada por Chris Gehringer y Will Quinnell.
Durante la exposición pop-up del álbum, Lovato dijo sobre la canción:
Todos se relacionan con esta canción de manera diferente, y esa es la belleza de la música. Se le permite conectarse con una canción de la forma que elija. Para algunas personas, esta canción es sobre el fin de una relación, pero para mí, es una carta de despedida a mi antiguo yo y algunos de mis comportamientos destructivos. Así que es profundamente personal.

## Lanzamiento
En junio de 2017, Lovato compartió un fragmento de la pista de su grabación en un instahistorias de Instagram. La canción se lanzó como el segundo sencillo promocional de Tell me you love me el 8 de septiembre de ese mismo año. La canción vendió cerca de 13.000 copias durante su primera semana de lanzamiento.

## Composición
Compuesto por un compás de tiempo compuesto, "You don't do it for me anymore" cuenta con un ritmo lento y los acordes de cuerdas. Durante la canción Lovato su registro vocal superior en un crescendo. La letra refleja una situación pasada en una relación negativa con un compañero abusivo en la que la cantante expresa que su presencia no es tan necesaria como antes. Aunque está escrita en una perspectiva de una relación terminada, Lovato explicó que la canción es una mirada retrospectiva a sus luchas y adiciones personales, diciendo: "Lo canté con mucha emoción porque me recordó mi relación con mi viejo Yo con el que ya no me relaciono".

## Recepción crítica
Rob Arcand, de Billboard, elogió su amplitud vocal en la canción al llegar "cerca de los límites de Adele en melisma y virtuosismo". Mientras repasaba Tell me you love me, Jamieson Cox de Pitchfork describió la pista como un "himno de ruptura en alza". Aidin Vaziri, del San Francisco Chronicle, describió la canción como "besos de bronce".

## Actuaciones en directo
Lovato interpretó la pista por primera vez durante el concierto de American Airlines Advantage Mastercard en el New York City Center el 24 de enero de 2018. La canción sirvió como la canción de apertura en su sexta gira principal en la gira mundial Tell me you love me. Mientras revisaba el programa en Phoenix, Ashley Naftule de Phoenix New Times elogió a Demi por la actuación. "Su voz era alta y clara, mientras que su presencia y técnica son impresionantes", escribió.